# Nissan Sakura
La Nissan Sakura (in giapponese: 日産・サクラ) è un'autovettura elettrica del tipo kei car prodotta per il mercato giapponese dalla casa automobilistica Nissan Motor a partire dal 2022.

## Descrizione

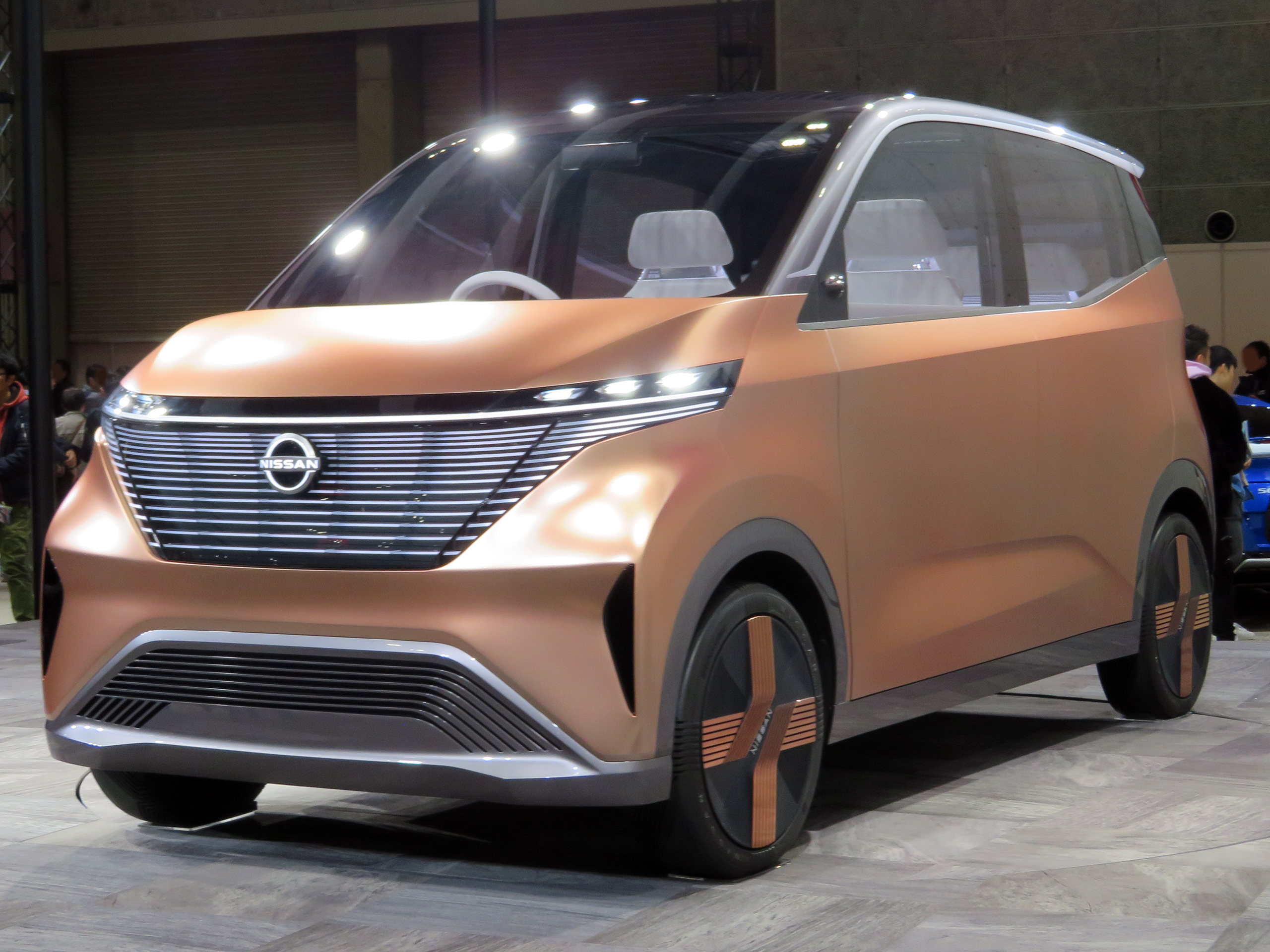
Nissan IMk

La vettura, che riprende il nome dall'omonimo fiore di ciliegio, è stata introdotta sul mercato nipponico il 20 maggio 2022. È stata sviluppata e viene prodotta insieme alla Mitsubishi, con la quale condivide alcune componenti. Il design è stato anticipato in anteprima dalla concept IMk, che è stata presentata nel 2019.
Il veicolo è alimentato da un unico motore elettrico con una potenza di 47 kW (64 CV) e una coppia di 195 Nm; la velocità massima è autolimitata a 130 km/h. La batteria è agli ioni di litio ed ha una capacità di 20 kWh, garantendo così un'autonomia stimata secondo il ciclo di omologazione WLTC di 180 km.
È dotata di serie del sistema ProPilot Park per il parcheggio automatico. All'interno la strumentazione digitale con schermo da 7" e un sistema infotainment da 9 " con connettività wireless Apple CarPlay.